# Enterocolitis necrosant
L'enterocolitis necrosant (ECN) és una malaltia intestinal que afecta els lactants prematurs. Els símptomes poden incloure una ingesta deficient, inflor abdominal, disminució de l'activitat, sang a les femtes, vòmits de bilis, mort intestinal, insuficiència multiorgànica i fins i tot mort.
La causa exacta no està clara. Tot i això, s'han identificat diversos factors de risc. Els factors de risc descrits constantment inclouen l'alimentació artificial, la disbacteriosi intestinal, el baix pes en néixer i la prematuritat. Els factors materns com la corioamnionitis, l'abús de cocaïna, el baix creixement in utero, la colèstasi intrahepàtica durant l'embaràs, l'índex de massa corporal augmentat, la manca d'esteroides prenatals, el mode de part, el despreniment prematur de placenta, la preeclàmpsia i el tabaquisme no han estat sempre implicats en el desenvolupament de l'ECN. Altres factors de risc potencialment implicats inclouen malalties cardíaques congènites, asfíxia al part, exsanguinotransfusió i ruptura prematura de membranes. Es creu que el mecanisme subjacent implica una combinació de poc flux sanguini i infecció dels intestins. El diagnòstic es basa en símptomes i es confirma amb imatges mèdiques.
La prevenció inclou l'ús de llet materna i probiòtics. El tractament inclou cap ingesta, sonda orogàstrica, fluids intravenosos i antibiòtics per via intravenosa. Cal cirurgia en aquells que tenen aire lliure a l'abdomen. També poden ser necessàries altres mesures de suport. Les complicacions poden incloure síndrome de l'intestí curt, estenosis intestinals o retard en el desenvolupament.
Al voltant del 7% dels que neixen prematurament desenvolupen una ECN. L'aparició sol tenir lloc durant les primeres quatre setmanes de vida. Entre els afectats, prop del 25% mor. Els sexes es veuen afectats amb la mateixa freqüència. Aquest trastorn es va descriure per primera vegada entre 1888 i 1891.